# Ủy ban Liên hợp về Lễ nhậm chức Tổng thống Quốc hội Hoa Kỳ
Ủy ban Liên hợp về Lễ nhậm chức Tổng thống Quốc hội Hoa Kỳ (tiếng Anh: United States Joint Congressional on Inaugural Ceremonies) là một Ủy ban Liên hợp đặc biệt của Quốc hội Hoa Kỳ được thành lập bốn năm một lần để quản lý Lễ nhậm chức của Tổng thống Hoa Kỳ kể từ Lễ nhậm chức năm 1901 của William McKinley.
Các thành viên là các Thượng nghị sĩ và Hạ nghị sĩ Hoa Kỳ đường nhiệm. Thông thường, các thành viên Hạ viện bao gồm Chủ tịch Hạ viện cùng Lãnh đạo Đa số và Lãnh đạo Thiểu số Hạ viện; các thành viên Thượng viện bao gồm Lãnh đạo Đa số cùng Chủ tịch và Thành viên xếp hạng của Ủy ban Quy tắc và Quản lý Thượng viện (trước đây được biết đến với các tên khác). Một Thượng nghị sĩ từ đảng đa số sẽ giữ vai trò Chủ tịch. Các thành viên của Ủy ban có quyền kiểm soát vé tham dự Lễ nhậm chức cũng như các buổi lễ khác liên quan.

## Ủy ban năm 1901
|                | Đa số                                                         | Thiểu số                          |
| -------------- | ------------------------------------------------------------- | --------------------------------- |
| Thượng nghị sĩ | - Mark Hanna, Ohio, Chủ tịch - John Coit Spooner, Wisconsin   | - James Kimbrough Jones, Arkansas |
| Hạ nghị sĩ     | - Joseph Gurney Cannon, Illinois - John Dalzell, Pennsylvania | - Thomas Chipman McRae, Arkansas  |

## Ủy ban năm 1905
|                | Đa số                                                                      | Thiểu số                           |
| -------------- | -------------------------------------------------------------------------- | ---------------------------------- |
| Thượng nghị sĩ | - John Coit Spooner, Wisconsin, Chủ tịch - Nelson W. Aldrich, Rhode Island | - Augustus Octavius Bacon, Georgia |
| Hạ nghị sĩ     | - John Dalzell, Pennsylvania - Edgar D. Crumpacker, Indiana                | - John Sharp Williams, Mississippi |

## Ủy ban năm 1909
|                | Đa số                                                                          | Thiểu số                           |
| -------------- | ------------------------------------------------------------------------------ | ---------------------------------- |
| Thượng nghị sĩ | - Philander C. Knox, Pennsylvania, Chủ tịch - Henry Cabot Lodge, Massachusetts | - Augustus Octavius Bacon, Georgia |
| Hạ nghị sĩ     | - James F. Burke, Pennsylvania - Olin Young, Michigan                          | - John W. Gaines, Tennessee        |

## Ủy ban năm 1913
|                | Đa số                                                       | Thiểu số                                                                |
| -------------- | ----------------------------------------------------------- | ----------------------------------------------------------------------- |
| Thượng nghị sĩ | - Winthrop M. Crane, Massachusetts, Chủ tịch                | - Augustus Octavius Bacon, Georgia - Lee Slater Overman, North Carolina |
| Hạ nghị sĩ     | - William W. Rucker, Missouri - Finis J. Garrett, Tennessee | - William B. McKinley, Illinois                                         |

## Ủy ban năm 1917
|                | Đa số                                                                   | Thiểu số                        |
| -------------- | ----------------------------------------------------------------------- | ------------------------------- |
| Thượng nghị sĩ | - Lee Slater Overman, North Carolina, Chủ tịch - M. Hoke Smith, Georgia | - Francis E. Warren, Wyoming    |
| Hạ nghị sĩ     | - William W. Rucker, Missouri - Finis J. Garrett, Tennessee             | - William B. McKinley, Illinois |

## Ủy ban năm 1921
|                | Đa số                                                                 | Thiểu số                                                                        |
| -------------- | --------------------------------------------------------------------- | ------------------------------------------------------------------------------- |
| Thượng nghị sĩ | - Philander C. Knox, Pennsylvania, Chủ tịch - Knute Nelson, Minnesota | - Lee Slater Overman, North Carolina                                            |
| Hạ nghị sĩ     | - Joseph Gurney Cannon, Illinois - Frank Reavis, Nebraska             | - William W. Rucker, Missouri (Từ chức) - Charles Manly Stedman, North Carolina |

## Ủy ban năm 1925
|                | Đa số                                                                 | Thiểu số                             |
| -------------- | --------------------------------------------------------------------- | ------------------------------------ |
| Thượng nghị sĩ | - Charles Curtis, Kansas, Chủ tịch - Frederick Hale, Maine            | - Lee Slater Overman, North Carolina |
| Hạ nghị sĩ     | - William Walton Griest, Pennsylvania - Lindley H. Hadley, Washington | - Arthur B. Rouse, Kentucky          |

## Ủy ban năm 1929
|                | Đa số                                                              | Thiểu số                             |
| -------------- | ------------------------------------------------------------------ | ------------------------------------ |
| Thượng nghị sĩ | - George H. Moses, New Hampshire, Chủ tịch - Frederick Hale, Maine | - Lee Slater Overman, North Carolina |
| Hạ nghị sĩ     | - Bertrand Snell, Kentucky - Leonidas C. Dyer, Missouri            | - Edward W. Pou, North Carolina      |

## Ủy ban năm 1933
|                | Đa số                                                    | Thiểu số                                                 |
| -------------- | -------------------------------------------------------- | -------------------------------------------------------- |
| Thượng nghị sĩ | - Joseph Taylor Robinson, Arkansas, Chủ tịch             | - George H. Moses, New Hampshire - Frederick Hale, Maine |
| Hạ nghị sĩ     | - Edward W. Pou, North Carolina - Henry Rainey, Illinois | - Bertrand Snell, Kentucky                               |

## Ủy ban năm 1937
|                | Đa số                                                                          | Thiểu số                   |
| -------------- | ------------------------------------------------------------------------------ | -------------------------- |
| Thượng nghị sĩ | - Matthew M. Neely, West Virginia, Chủ tịch - Joseph Taylor Robinson, Arkansas | - Frederick Hale, Maine    |
| Hạ nghị sĩ     | - John O'Connor, New York - Robert L. Doughton, North Carolina                 | - Bertrand Snell, Kentucky |

## Ủy ban năm 1941
|                | Đa số                                                                    | Thiểu số                              |
| -------------- | ------------------------------------------------------------------------ | ------------------------------------- |
| Thượng nghị sĩ | - Matthew M. Neely, West Virginia, Chủ tịch - Alben W. Barkley, Kentucky | - Charles L. McNary, Oregon           |
| Hạ nghị sĩ     | - Sam Rayburn, Texas - Robert L. Doughton, North Carolina                | - Joseph W. Martin Jr., Massachusetts |

## Ủy ban năm 1945
|                | Đa số                                                             | Thiểu số                              |
| -------------- | ----------------------------------------------------------------- | ------------------------------------- |
| Thượng nghị sĩ | - Harry F. Byrd, Virginia, Chủ tịch - Kenneth McKellar, Tennessee | - Arthur Vandenberg, Michigan         |
| Hạ nghị sĩ     | - Sam Rayburn, Texas - Robert L. Doughton, North Carolina         | - Joseph W. Martin Jr., Massachusetts |

## Ủy ban năm 1949
|                | Đa số | Thiểu số                                                              |
| -------------- | --- | --------------------------------------------------------------------- |
| Thượng nghị sĩ | - Alben W. Barkley, Kentucky, Chủ tịch (Từ chức) - Carl Hayden, Arizona, Chủ tịch - J. Howard McGrath, Rhode Island (Thay thế Brooks) | - Kenneth S. Wherry, Nebraska - Charles W. Brooks, Illinois (Từ chức) |
| Hạ nghị sĩ     | - Harry R. Sheppard, California (Thay thế Arends) - John W. McCormack, Massachusetts                                                  | - Charles A. Halleck, Indiana - Leslie C. Arends, Illinois (Từ chức)  |

## Ủy ban năm 1953
|                | Đa số | Thiểu số                                                          |
| -------------- | --- | ----------------------------------------------------------------- |
| Thượng nghị sĩ | - Styles Bridges, New Hampshire, Chủ tịch - Margaret Chase Smith, Maine (Thay thế McFarland, Từ chức) - Herman Welker, Idaho | - Carl Hayden, Arizona - Ernest McFarland, Arizona (Từ chức)      |
| Hạ nghị sĩ     | - Leslie C. Arends, Illinois (Thay thế McCormack) - Joseph W. Martin Jr., Massachusetts                                      | - Sam Rayburn, Texas - John W. McCormack, Massachusetts (Từ chức) |

## Ủy ban năm 1957
|                | Đa số                                     | Thiểu số                                                   |
| -------------- | ----------------------------------------- | ---------------------------------------------------------- |
| Thượng nghị sĩ | - Styles Bridges, New Hampshire, Chủ tịch | - John Sparkman, Alabama - Theodore F. Green, Rhode Island |
| Hạ nghị sĩ     | - Joseph W. Martin Jr., Massachusetts     | - Sam Rayburn, Texas - John W. McCormack, Massachusetts    |

## Ủy ban năm 1961
|                | Đa số | Thiểu số                        |
| -------------- | --- | ------------------------------- |
| Thượng nghị sĩ | - John Sparkman, Alabama, Chủ tịch - Thomas C. Hennings Jr., Missouri (Mất ngày 13 tháng 9 năm 1960) - Carl Hayden, Arizona | - Styles Bridges, New Hampshire |
| Hạ nghị sĩ     | - Sam Rayburn, Texas - John W. McCormack, Massachusetts                                                                     | - Charles A. Halleck, Indiana   |

## Ủy ban năm 1965
|                | Đa số                                                                  | Thiểu số                              |
| -------------- | ---------------------------------------------------------------------- | ------------------------------------- |
| Thượng nghị sĩ | - B. Everett Jordan, North Carolina, Chủ tịch - John Sparkman, Alabama | - Leverett Saltonstall, Massachusetts |
| Hạ nghị sĩ     | - John W. McCormack, Massachusetts - Carl Albert, Oklahoma             | - Charles A. Halleck, Indiana         |

## Ủy ban năm 1969
|                | Đa số                                 | Thiểu số                                                      |
| -------------- | ------------------------------------- | ------------------------------------------------------------- |
| Thượng nghị sĩ | - Everett Dirksen, Illinois, Chủ tịch | - B. Everett Jordan, North Carolina - Mike Mansfield, Montana |
| Hạ nghị sĩ     | - Gerald Ford, Michigan               | - John W. McCormack, Massachusetts - Carl Albert, Oklahoma    |

## Ủy ban năm 1973
|                | Đa số | Thiểu số                |
| -------------- | --- | ----------------------- |
| Thượng nghị sĩ | - B. Everett Jordan, North Carolina, Chủ tịch (Thất cử trong cuộc bầu cử sơ bộ Thượng viện, 1972) - Howard Cannon, Nevada, Chủ tịch - Mike Mansfield, Montana | - Marlow Cook, Kentucky |
| Hạ nghị sĩ     | - Carl Albert, Oklahoma - Hale Boggs, Louisiana (Mất ngày 16 tháng 10 năm 1972) - Tip O'Neill, Massachusetts                                                  | - Gerald Ford, Michigan |

## Ủy ban năm 1977
|                | Đa số                                                          | Thiểu số                     |
| -------------- | -------------------------------------------------------------- | ---------------------------- |
| Thượng nghị sĩ | - Howard Cannon, Nevada, Chủ tịch - Robert Byrd, West Virginia | - Mark Hatfield, Oregon      |
| Hạ nghị sĩ     | - Tip O'Neill, Massachusetts - Jim Wright, Texas               | - John Jacob Rhodes, Arizona |

## Ủy ban năm 1981
|                | Đa số                                                       | Thiểu số                                                    |
| -------------- | ----------------------------------------------------------- | ----------------------------------------------------------- |
| Thượng nghị sĩ | - Mark Hatfield, Oregon, Chủ tịch - Howard Baker, Tennessee | - Robert Byrd, West Virginia - Claiborne Pell, Rhode Island |
| Hạ nghị sĩ     | - Tip O'Neill, Massachusetts - Jim Wright, Texas            | - John Jacob Rhodes, Arizona - Robert H. Michel, Illinois   |

## Ủy ban năm 1985
|                | Đa số | Thiểu số                     |
| -------------- | --- | ---------------------------- |
| Thượng nghị sĩ | - Charles Mathias, Maryland, Chủ tịch - Howard Baker, Tennessee (đến 3 tháng 1, 1985) - Bob Dole, Kansas (từ 3 tháng 1, 1985) | - Wendell Ford, Kentucky     |
| Hạ nghị sĩ     | - Tip O'Neill, Massachusetts - Jim Wright, Texas                                                                              | - Robert H. Michel, Illinois |

## Ủy ban năm 1989
|                | Đa số                                                           | Thiểu số                     |
| -------------- | --------------------------------------------------------------- | ---------------------------- |
| Thượng nghị sĩ | - Wendell Ford, Kentucky, Chủ tịch - Robert Byrd, West Virginia | - Ted Stevens, Alaska        |
| Hạ nghị sĩ     | - Jim Wright, Texas - Tom Foley, Washington                     | - Robert H. Michel, Illinois |

## Ủy ban năm 1993
|                | Đa số                                                          | Thiểu số                     |
| -------------- | -------------------------------------------------------------- | ---------------------------- |
| Thượng nghị sĩ | - Wendell Ford, Kentucky, Chủ tịch - George J. Mitchell, Maine | - Ted Stevens, Alaska        |
| Hạ nghị sĩ     | - Tom Foley, Washington - Dick Gephardt, Missouri              | - Robert H. Michel, Illinois |

## Ủy ban năm 1997
|                | Đa số                                                       | Thiểu số                  |
| -------------- | ----------------------------------------------------------- | ------------------------- |
| Thượng nghị sĩ | - John Warner, Virginia, Chủ tịch - Trent Lott, Mississippi | - Wendell Ford, Kentucky  |
| Hạ nghị sĩ     | - Newt Gingrich, Georgia - Dick Armey, Texas                | - Dick Gephardt, Missouri |

## Ủy ban năm 2001
|                | Đa số                                                           | Thiểu số                  |
| -------------- | --------------------------------------------------------------- | ------------------------- |
| Thượng nghị sĩ | - Mitch McConnell, Kentucky, Chủ tịch - Trent Lott, Mississippi | - Chris Dodd, Connecticut |
| Hạ nghị sĩ     | - Dennis Hastert, Illinois - Dick Armey, Texas                  | - Dick Gephardt, Missouri |

## Ủy ban năm 2005
|                | Đa số                                                       | Thiểu số                   |
| -------------- | ----------------------------------------------------------- | -------------------------- |
| Thượng nghị sĩ | - Trent Lott, Mississippi, Chủ tịch - Bill Frist, Tennessee | - Chris Dodd, Connecticut  |
| Hạ nghị sĩ     | - Dennis Hastert, Illinois - Tom DeLay, Texas               | - Nancy Pelosi, California |

## Ủy ban năm 2009
|                | Đa số                                                         | Thiểu số             |
| -------------- | ------------------------------------------------------------- | -------------------- |
| Thượng nghị sĩ | - Dianne Feinstein, California, Chủ tịch - Harry Reid, Nevada | - Bob Bennett, Utah  |
| Hạ nghị sĩ     | - Nancy Pelosi, California - Steny Hoyer, Maryland            | - John Boehner, Ohio |

## Ủy ban năm 2013
|                | Đa số                                                    | Thiểu số                     |
| -------------- | -------------------------------------------------------- | ---------------------------- |
| Thượng nghị sĩ | - Chuck Schumer, New York, Chủ tịch - Harry Reid, Nevada | - Lamar Alexander, Tennessee |
| Hạ nghị sĩ     | - John Boehner, Ohio - Eric Cantor, Virginia             | - Nancy Pelosi, California   |

## Ủy ban năm 2017
|                | Đa số                                                       | Thiểu số                   |
| -------------- | ----------------------------------------------------------- | -------------------------- |
| Thượng nghị sĩ | - Roy Blunt, Missouri, Chủ tịch - Mitch McConnell, Kentucky | - Chuck Schumer, New York  |
| Hạ nghị sĩ     | - Paul Ryan, Wisconsin - Kevin McCarthy, California         | - Nancy Pelosi, California |

## Ủy ban năm 2021
|                | Đa số                                                       | Thiểu số                     |
| -------------- | ----------------------------------------------------------- | ---------------------------- |
| Thượng nghị sĩ | - Roy Blunt, Missouri, Chủ tịch - Mitch McConnell, Kentucky | - Amy Klobuchar, Minnesota   |
| Hạ nghị sĩ     | - Nancy Pelosi, California - Steny Hoyer, Maryland          | - Kevin McCarthy, California |

1. ↑  "Inaugural Committees". United States Senate. Truy cập ngày 10 tháng 4 năm 2020.